# Tennistoernooi van Montréal/Toronto 2017
|                                          |  |                                         |
| Elina Svitolina, winnares bij de vrouwen |  | Alexander Zverev, winnaar bij de mannen |

Het tennistoernooi van Montréal/Toronto van 2017 werd van maandag 7 tot en met zondag 13 augustus 2017 gespeeld op hardcourt-buitenbanen in Canada. De officiële naam van het toernooi was Rogers Cup.
Het toernooi bestond uit twee delen:
- WTA-toernooi van Toronto 2017, het toernooi voor de vrouwen in het Aviva Centre te Toronto
- ATP-toernooi van Montréal 2017, het toernooi voor de mannen in het Uniprix Stadium te Montréal

## Toernooikalender
| Montréal/Toronto  | augustus 2017 | augustus 2017 | augustus 2017 | augustus 2017 | augustus 2017 | augustus 2017 | augustus 2017 | augustus 2017 | augustus 2017 | augustus 2017 |
| Montréal/Toronto  | maa 7         | din 8         | woe 9         | woe 9         | don 10        | vrĳ 11        | zat 12        | zat 12        | zon 13        |               |
| ----------------- | ------------- | ------------- | ------------- | ------------- | ------------- | ------------- | ------------- | ------------- | ------------- | ------------- |
| vrouwenenkelspel  | 1e ronde      | 1e ronde      | 2e ronde      | 2e ronde      | 3e ronde      | kwartfinale   | kwartfinale   | halve finale  | finale        |               |
| mannenenkelspel   | 1e ronde      | 1e ronde      | 2e ronde      | 2e ronde      | 3e ronde      | kwartfinale   | halve finale  | halve finale  | finale        |               |
| vrouwendubbelspel | 1e ronde      | 1e ronde      | 1e ronde      | 2e ronde      | 2e ronde      | kwartfinale   | kwartfinale   | halve finale  | finale        |               |
| mannendubbelspel  | 1e ronde      | 1e ronde      | 2e ronde      | 2e ronde      | 2e ronde      | kwartfinale   | halve finale  | halve finale  | finale        |               |

ATP-toernooi van Montréal/Toronto‎ – WTA-toernooi van Montréal/Toronto‎

1990 ·
1991 ·
1992 ·
1993 ·
1994 ·
1995 ·
1996 ·
1997 ·
1998 ·
1999 ·
2000 ·
2001 ·
2002 ·
2003 ·
2004 ·
2005 ·
2006 ·
2007 ·
2008 ·
2009 ·
2010 ·
2011 ·
2012 ·
2013 ·
2014 ·
2015 ·
2016 ·
2017 ·
2018 ·
2019 ·
2020 ·
2021 ·
2022 ·
2023 ·
2024